# Anatoli Ivanov

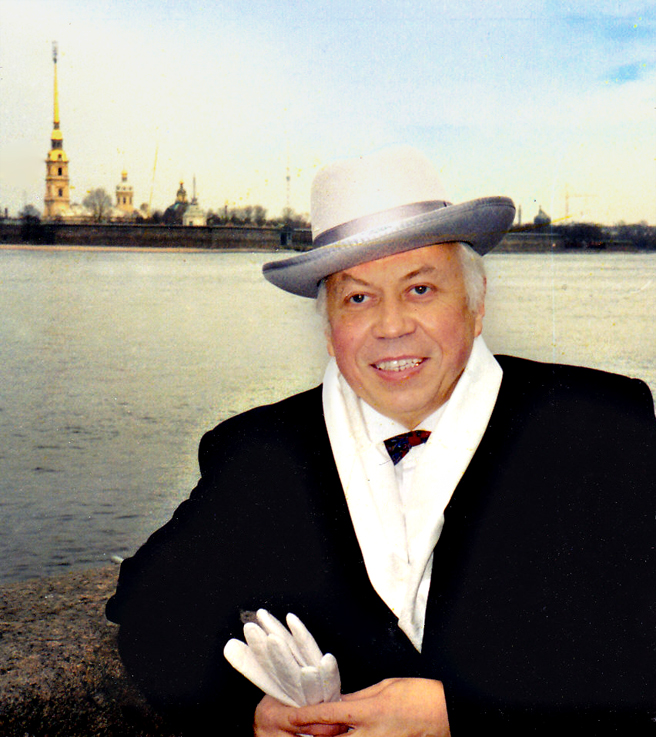
Anatoli Ivanov

Anatoli Vasiljevitsj Ivanov (Russisch: Анатолий Василевич Иванов) (Leningrad, 26 juni 1934 – Wenen, 2 april 2012) was een Russische soloslagwerker, componist en dirigent.
Hij was bestuurslid van de Russische Vereniging van slagwerkers, lid van de Percussive Arts Society en lid van de Russische Auteursvereniging. Hij heeft gedoceerd aan het Konservatorija im. N.V.Rimskogo-Korsakova in St. Petersburg (Russisch: Санкт-Петербургская государственная консерватория имени Н.А. Римского-Корсакова) en was een van de bekendste docenten van de Russische slagwerkschool.

## Levensloop
Ivanov studeerde piano en slagwerk aan de muziekschool van het Konservatorija im. N.V.Rimskogo-Korsakova. In 1957 deed hij examen bij Alexej Ivanovitsj Sobolev (Russisch: Соболев, Алексей Иванович) en Vasili Jevsejevitsj Osadtsjuk (Russisch: Осадчук, Василий Евсеевич).
Vanaf 1952 werkte hij in het Russische Staatsvolksorkest en in het Jazzorkest. Vanaf 1964 werkte hij als soloslagwerker en stemvoerder voor het slagwerk in het Leningrad Philharmonisch Orkest onder leiding van Jevgeni Mravinski en Joeri Temirkanov.
In de jaren zestig van de 20e eeuw ontwikkelde hij een organisatieprogramma voor een Slagwerkensemble. In 1996 verscheen van zijn hand het methodische werk "Играйте в ансамбле ударных инструментов!" (Ned.: ‘Speel toch in het Slagwerkensemble!’). In 1989 richtte hij een slagwerkensemble "Виват, ударные!" (Leve het slagwerk!) op, dat in de jaren negentig van de 20e eeuw als gevolg van vele concerten met Ivanovs eigen composities en zijn arrangement van klassieke muziek veel succes oogstte. Onder zijn studenten bevinden zich veel beroemde kunstenaars, zoals Gal Rasché.

## Werken
Tot zijn werk behoren muziekstukken voor het Russische Volksorkest, het Jazzorkest en het Slagwerkensemble, voor vibrafoon, xylofoon, celesta, fluit, piano en orkest, pauken, tuba-ensemble, zeven muziekstukken voor pauken en piano, enzovoort. Een van zijn belangrijkste werken is de transcriptie van het 'Kinderalbum' van Pjotr Iljitsj Tsjaikovski voor Slagwerkensemble, dat in 1995 werd gepubliceerd.